# Àrea Central d'Investigació - Persones
L'Àrea Central d'Investigació - Persones, o ACIPER, és l'àrea dels Mossos d'Esquadra que s'encarrega d'investigar i perseguir aquells delictes que afecten la vida i la integritat física de les persones i que al mateix temps està conformada per diferents unitats centrals. Aquesta àrea policial depèn orgànicament de la Divisió d'Investigació Criminal.

## Funcions
Segons l'article 21 del Decret 415/2011 la tasca que han de desenvolupar els agents de la ACIPER és la investigació dels delictes que afecten la vida o la salut de les persones i també les activitats delictives que realitzin grups juvenils organitzats.
Els mètodes utilitzats en aquesta àrea són els propis de la investigació, amb l'objectiu de perseguir i neutralitzar la delinqüència criminal que posa en perill el benestar físic personal de la ciutadania.

## Estructura
Té la seu física al Complex Central Egara. El comandament directe de l'àrea està en mans del cap de l'Àrea que es tracta d'un inspector.
Les unitats concretes que componen aquesta àrea són les següents:
- Unitat Central de Persones Desaparegudes: supervisa les denúncies de desaparició i coordina les investigacions d'aquells casos que en sis mesos no han estat resoltes en l'àmbit internacional.
- Unitat Central de Consum: s'encarrega d'aquelles investigacions relacionades amb el tràfic de substàncies dopants i intoxicacions massives.
- Unitat Central de Delictes Informàtics: investiga aquells delictes relacionats amb les noves tecnologies que siguin d'afectació múltiple o de naturalesa sexual (pornografia infantil).
- Unitat Central de Segrestos i Extorsions: es fa càrrec de la instrucció directa dels delictes de segrest i extorsió comesos a Catalunya.
- Unitat Central de Grups Juvenils Organitzats: persegueix aquelles bandes juvenils organitzades que cometen accions criminals.[4]
- Unitat Central d'Homicidis i Agressions Sexuals.